# Pericoma nigricauda
Pericoma nigricauda és una espècie d'insecte dípter pertanyent a la família dels psicòdids que es troba a Europa.